# Schmidts Pfeilnatter
Schmidts Pfeilnatter (Dolichophis schmidti) ist eine ungiftige Schlange aus der Familie der Nattern, genauer der Land- und Baumnattern. Sie kommt in Vorderasien vor und ähnelt im Aussehen ihrer nächsten Verwandten, der Balkan-Springnatter (Dolichophis caspius). Sie wird auch Rote Springnatter genannt, ehemalige wissenschaftliche Namen sind Hierophis schmidti und Coluber schmidti.

## Merkmale
Schmidts Pfeilnatter erreicht eine Körperlänge von circa 130 Zentimetern. Der Kopf der relativ schlanken Schlange ist deutlich vom Körper abgesetzt, die Pupillen sind – typisch für Nattern – rund. Schmidts Pfeilnatter ist rotbraun bis ziegelrot gefärbt, die Färbung variiert jedoch mit dem Alter der Schlange. Männchen haben eine graubraune Bauchfärbung. Von den anderen Arten der Gattung ist sie vor allem durch die Färbung der Rückenschuppen zu unterscheiden: Die Schuppenmitte ist farbig, während die oberen und unteren Ränder hell sind. Dadurch ergeben sich feine Streifen entlang des Körpers.
Wie bei allen Nattern der Gattungen Dolichophis und Hierophis ist der Hemipenis knollig.
Die Schuppen sind nicht gekielt. Um die Körpermitte haben die meisten Schmidts Pfeilnattern 19 Rückenschuppenreihen. Hinter dem Kopf beginnen 17 Rückenschuppenreihen, am Beginn des Schwanzes sind es noch 15. Ein kleiner Teil der Tiere – in Georgien sind es weniger als sechs Prozent – haben nur 17 Rückenschuppenreihen an der Körpermitte. Bauchschuppen (Scutum ventrale) sind 187–212 vorhanden, danach folgt das Analschild, das sowohl geteilt als auch einteilig sein kann, woraufhin sich 83–114 Schuppen auf der Schwanzunterseite (Scutum subcaudale) anschließen.
In der Draufsicht hat Schmidts Pfeilnatter die für Nattern typischen großen Kopfschilde, die symmetrisch angeordnet sind. In der Seitenansicht hat Schmidts Pfeilnatter acht, selten auch sieben oder neun Oberlippenschuppen. Von diesen grenzen die vierte und fünfte von vorne gezählt ans Auge. Vor dem Auge liegt eine, selten zwei Schuppen (Präoculare). Wie bei allen Schlangen der Gattungen Hierophis und Dolichophis liegt zwischen Präocularen und Supralabialen eine kleine Präsuboculare. Zwischen den Präocularen und den Schuppen, die an das Nasenloch grenzen (Nasalia), liegt ein Zügelschild (Loreale). Von den neun oder elf Unterlippenschilden grenzen die vorderen fünf an das vordere Kinnschild.

## Verbreitung

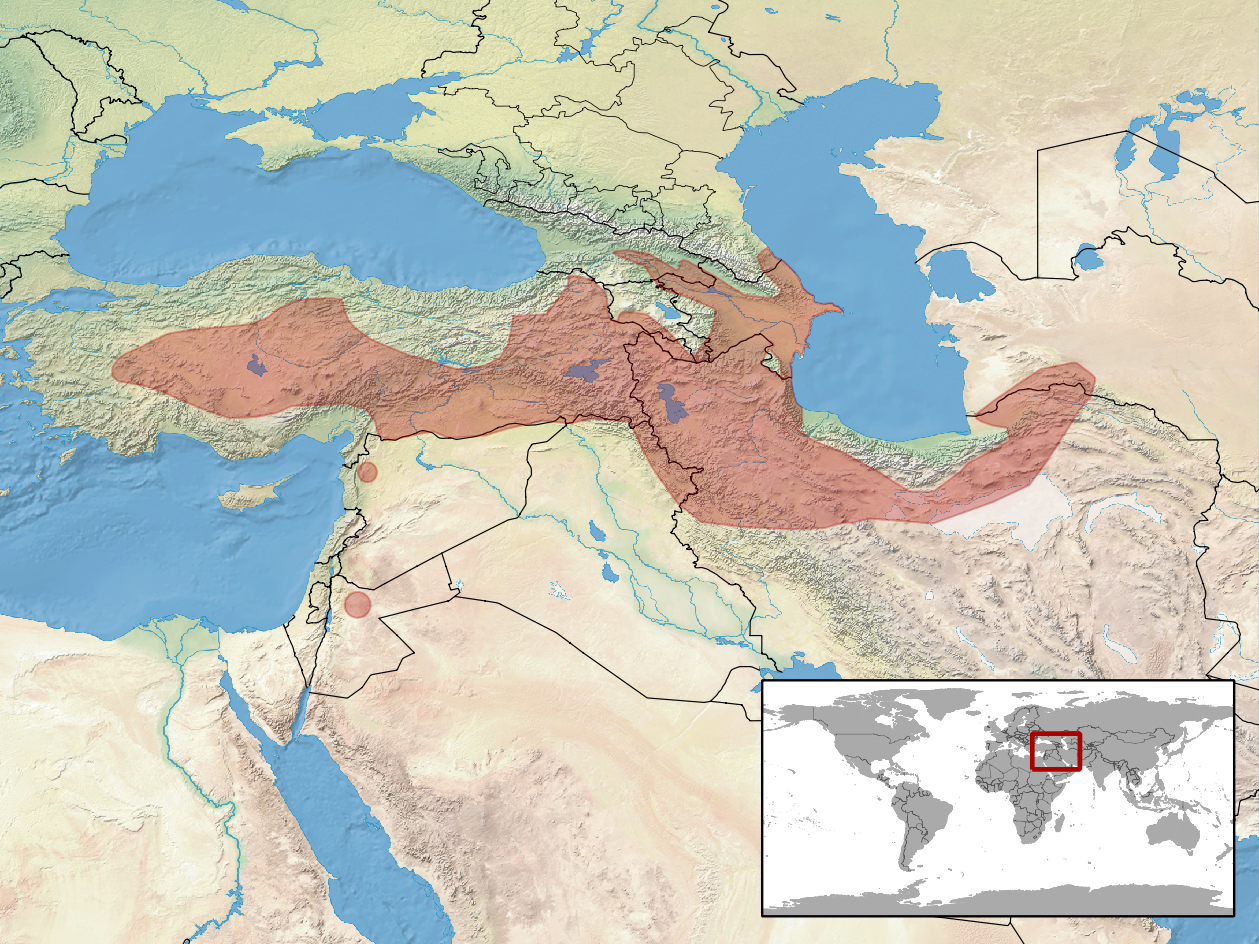
Verbreitungsgebiet nach IUCN

Die Population kommt im nördlichen Teil Vorderasiens von Meereshöhe bis auf 2000 Meter über dem Meeresspiegel vor. Der größte Teil des Verbreitungsgebiets beginnt in der Mitte der Türkei und reicht über den Norden Irans bis in den Südwesten Turkmenistans, über Armenien und Aserbaidschan um das Kaspische Meer. Auch ein kleiner Teil Georgiens und Russlands wird von Schmidts Pfeilnatter bewohnt. Vor allem im Süden des Verbreitungsgebiets ist die Art häufig anzutreffen. Ein kleineres Habitat liegt in Idlib im Nordwesten Syriens.
Die Population im Nordwesten Jordaniens ist ein Relikt aus postglazialen Zeiten. Schmidts Pfeilnatter lebt hier in vom übrigen Lebensraum weit entfernten, gebirgigen Bereichen im südlichen Dschebel ad-Duruz, wo die Umweltbedingungen noch heute denen in postglazialen Zeiten entsprechen.
Die Natter lebt sympatrisch mit Ravergiers Zornnatter sowie den beiden anderen Schwesterarten der Gattung Dolichophis.

## Lebensweise
Schmidts Pfeilnatter nutzt verschiedenste Lebensräume in Wüsten, Halbwüsten und Geröllhalden an Berghängen und Flussufern, kann aber auch in Kulturlandschaft und Siedlungen leben. Die ausschließlich tagaktive Schlange jagt kleine Säugetiere, Vögel, Amphibien, Insekten und andere Reptilien und ist häufig bei größeren Nagerpopulationen zu finden. Eine Lufttemperatur von 25 bis 30 °C im Sommer und 20 °C im Herbst gilt als ideal. Das Weibchen legt zwischen sieben und elf Eier, es können jedoch auch bis zu 20 sein.

## Systematik
Bis genetische Analysen gegenteiliges gezeigt hatten, wurde Schmidts Pfeilnatter wie viele andere größere Nattern, die sich auf die Jagd nach flinker Beute wie Eidechsen spezialisiert haben, in die Gattung der Zornnattern (Coluber) gestellt. Nachdem sich gezeigt hatte, dass die Arten der Gattung Coluber keine gemeinsame Stammform haben, wurden die Arten der alten Welt unter anderem in die Gattungen Dolichophis, Hierophis, Hemerophis, Hemorrhois und Platyceps verschoben. Wie viele andere Gattungen in der Familie Colubridae ist die Systematik von Dolichophis noch in der Diskussion und Thema aktueller Forschung.
Das folgende Kladogramm zeigt die Verwandtschaftsverhältnisse der Gattung Dolichophis nach Baker et al.
|  | \| \| Schmidts Pfeilnatter (D. schmidti) \| \| \| \| \| \| Balkan-Springnatter (D. caspius) \| \| \| \| |
|  | |
|  | Pfeilnatter (D. jugularis)                                                                              |
|  | |
|  | Schmidts Pfeilnatter (D. schmidti)                                                                      |
|  | |
|  | Balkan-Springnatter (D. caspius)                                                                        |
|  | |

|  | Schmidts Pfeilnatter (D. schmidti) |
|  |                                    |
|  | Balkan-Springnatter (D. caspius)   |
|  |                                    |

|  | \| \| Schmidts Pfeilnatter (D. schmidti) \| \| \| \| \| \| Balkan-Springnatter (D. caspius) \| \| \| \| |
|  | |
|  | Pfeilnatter (D. jugularis)                                                                              |
|  | |
|  | Schmidts Pfeilnatter (D. schmidti)                                                                      |
|  | |
|  | Balkan-Springnatter (D. caspius)                                                                        |
|  | |

|  | Schmidts Pfeilnatter (D. schmidti) |
|  |                                    |
|  | Balkan-Springnatter (D. caspius)   |
|  |                                    |

## Gefährdung und Schutz
Schmidts Pfeilnatter wird auf der Roten Liste der IUCN als ungefährdet („Least Concern“, LC) eingestuft. Der Bestand ist stabil, es werden jedoch Wildtiere für den Handel gefangen. In Deutschland ist sie durch das Bundesnaturschutzgesetz besonders geschützt. Es ist demnach unter anderem verboten ihr nachzustellen, sie zu fangen, zu verletzen oder zu töten.